# Kranjc
Kranjc je 51. najbolj pogost priimek v Sloveniji, ki ga je po podatkih Statističnega urada Republike Slovenije na dan 31. decembra 2007 uporabljalo 1.747 oseb in na dan 1. januarja 2010 1.747 oseb in je med vsemi priimki po pogostosti uporabe zavzemal 50. mesto.

## Znani nosilci priimka
- Aleš Kranjc (*1981), hokejist
- Ali Kranjc Kušlan (*1962), gledališčnik, režiser
- Anja Kranjc (*1982), kiparka, slikarka, ilustratorka
- Andrej Kranjc (1943–2023), geograf, krasoslovec, speleolog, univ. prof., akademik
- Andrej Kranjc (*1931), metalurg, slovaropisec (Brazilija)
- Andrej Kranjc, meteorolog, prvi slovenski podnebni pogajalec
- Avgust Kranjc - Marjan (1914–1945), sodelavec OF, talec
- Boris Kranjc (1913–1948), biokemik, pedagog, žrtev "Dachauskega procesa"
- Cene Kranjc (1911–1993), slavist, novinar, knjižničar, urednik, publicist
- France Kranjc (1930–1987), elektrotehnik, univ. prof.
- Franjo Kranjc (1920–1978), prvoborec, rezervni polkovnik, prof. FSPN
- Gregor (Joseph) Kranjc (*1974), zgodovinar (v Kanadi)
- Gustav Kranjc (*1930), šef protokola in diplomat
- Igor Kranjc (*1955), umetnostni zgodovinar, kustos
- Irena Kranjc (*1961), mladinska filmska igralka, dr. znanosti (pravo)
- Ivan Kranjc (1900-1970)?, agronom
- Iza Kranjc, pisateljica
- Janez Kranjc (1914–1941), duhovnik in mučenec
- Janez Kranjc (*1949), pravnik, pravni zgodovinar, latinist, univ. profesor, izr. član SAZU
- Janez Kranjc (*1950), TV-novinar, urednik, scenarist in režiser dokumenarnih filmov
- Jelka Kranjc (r. Tajnik) (*1965), športna plezalka in alpinistka
- Jože Kranjc (1904–1966), pripovednik, dramatik in publicist
- Jože Kranjc (*1946), pravnik in gospodarstvenik
- Katjuša Kranjc (*1967), grafična oblikovalka (arhitektka)
- Konrad Kranjc, slikar
- Krištof Kranjc, kemik
- Ljubomir Kranjc (*1952), kapitan bojne ladje, načelnik operativnega štaba SV
- Marijan F. Kranjc (1935–2017), generalmajor JLA, publicist in vojaški zgodovinar
- Marko Kranjc (1888–1977), duhovnik in politik
- Marko Kranjc (*1952), matematik
- Matija Kranjc (*1984), atlet, metalec kopja
- Milan Kranjc-Kajtimir (1915–1943), četniški poveljnik
- Milan Kranjc, atletski trener, športni delavec
- Mir(k)o Kranjc (1953–2003), arhitekt
- Mladen Kranjc (1945–1988), nogometaš
- Mojca Kranjc (*1958), dramaturginja in prevajalka
- Nace Kranjc (*1990), biotehnolog, molekularni biolog
- Oskar Kranjc (*1987), igralec
- Saša Kranjc/por. Vesel/ (*1963), atletinja
- Simona Kranjc (*1968), jezikoslovka slovenistka in pedagoginja, univ. prof.
- Sonja Kranjc, nogometašica
- Stane Kranjc (*1929), politik in politolog, univ. prof.
- Stane Kranjc, voditelj slovenske skupnosti v Kanadi
- Stane Kranjc (*1952), športni padalec, zmajar, konstruktor jadralnih padal...
- Tomaž Kranjc (*1950), fizik
- Uroš Kranjc, filozof
- Vesna Kranjc (*1956), gospodarska pravnica, univ. profesorica (UM)
- Viktor Kranjc (1847–1915), avstroogrski general
- Viktor Kranjc (*1951), brigadir SV, veteran vojne za Slovenijo